# Barry Trotz
Barry Trotz, född 15 juli 1962, är en kanadensisk idrottsledare och före detta ishockeyback och ishockeytränare som är general manager och president för ishockeyverksamheten för Nashville Predators i National Hockey League (NHL) sedan den 1 juli 2023.

## Spelarkarriär
Barry Trotz spelade för Regina Pats i Western Hockey League (WHL) mellan 1979 och 1982.

## Tränarkarriär
Trotz inledde sin tränarkarriär hos University of Manitobas ishockeylag och Dauphin Kings i Manitoba Junior Hockey League (MJHL). 1987 blev han utsedd till att vara talangscout för både Spokane Chiefs i WHL och Washington Capitals i NHL, det blev dock bara ett år som talangscout för Chiefs. 1991 lämnade han Capitals och blev första året assisterande tränare och andra året tränare för Baltimore Skipjacks i American Hockey League (AHL). 1993 utnämndes Trotz till tränare för Portland Pirates i AHL.

### NHL

#### Nashville Predators
Barry Trotz lämnade Pirates 1997 och tog över det nya NHL-laget Nashville Predators. Han var tränare för dem de efterföljande 16 åren, ingen annan tränare i NHL:s historia har tränat ett lag så länge som Trotz gjorde.

#### Washington Capitals
Den 26 maj 2014 utsågs han till att leda Washington Capitals och 2018 ledde han dem till att vinna sitt första Stanley Cup någonsin. Den 18 juni 2018 avgick han som tränare för Capitals efter att kontraktsförhandlingar mellan honom och Capitals hade brutit samman.

#### New York Islanders
Den 21 juni 2018 blev han officiellt tränare för divisionskollegan New York Islanders. Han fick sparken av Islanders den 9 maj 2022.

## Internationellt
Trotz har också varit assisterande tränare för Kanada i de internationella turneringarna Världsmästerskapet i ishockey för herrar 2002, Världsmästerskapet i ishockey för herrar 2003, Världsmästerskapet i ishockey för herrar 2009, Världsmästerskapet i ishockey för herrar 2013 och World Cup i ishockey 2016. Trotz och Kanada vann guld 2003 och 2016 medan det blev silver 2009.

## Statistik

### Spelare
| 1979–1980  | Regina Pat Blues | SJHL       | 20  | 3  | 7  | 10 | 44  | —  | — | —  | —  | —  |
|            | Regina Pats      | WHL        | 41  | 4  | 8  | 12 | 42  | 14 | 0 | 4  | 4  | 15 |
| 1980–1981  | Regina Pats      | WHL        | 62  | 4  | 13 | 17 | 115 | 4  | 0 | 0  | 0  | 4  |
| 1981–1982  | Regina Pats      | WHL        | 50  | 6  | 28 | 34 | 155 | 20 | 1 | 7  | 8  | 79 |
| IHL totalt | IHL totalt       | IHL totalt | 153 | 14 | 49 | 63 | 312 | 38 | 1 | 11 | 12 | 98 |

### Tränare
| Lag                 | Säsong    | Grundserie | Grundserie | Grundserie | Grundserie | Grundserie         | Grundserie | Grundserie         | Slutspel                   |  |
| Lag                 | Säsong    | Matcher    | Vinster    | Förluster  | Oavgjorda  | Övertids förluster | Poäng      | Placering          | Resultat                   |  |
| ------------------- | --------- | ---------- | ---------- | ---------- | ---------- | ------------------ | ---------- | ------------------ | -------------------------- |  |
| Nashville Predators | 1998–1999 | 82         | 28         | 47         | 7          | —                  | 63         | 5:a i Central      | Missade slutspel.          |  |
| Nashville Predators | 1999–2000 | 82         | 28         | 40         | 7          | 7                  | 70         | 5:a i Central      | Missade slutspel.          |  |
| Nashville Predators | 2000–2001 | 82         | 34         | 36         | 9          | 3                  | 80         | 3:a i Central      | Missade slutspel.          |  |
| Nashville Predators | 2001–2002 | 82         | 28         | 41         | 13         | 0                  | 69         | 4:e i Central      | Missade slutspel.          |  |
| Nashville Predators | 2002–2003 | 82         | 27         | 35         | 13         | 7                  | 74         | 4:e i Central      | Missade slutspel.          |  |
| Nashville Predators | 2003–2004 | 82         | 38         | 29         | 11         | 4                  | 91         | 3:a i Central      | Förlorade i första rundan. |  |
| Nashville Predators | 2005–2006 | 82         | 49         | 25         | —          | 8                  | 106        | 2:a i Central      | Förlorade i första rundan. |  |
| Nashville Predators | 2006–2007 | 82         | 51         | 23         | —          | 8                  | 110        | 2:a i Central      | Förlorade i första rundan. |  |
| Nashville Predators | 2007–2008 | 82         | 41         | 32         | —          | 9                  | 91         | 2:a i Central      | Förlorade i första rundan. |  |
| Nashville Predators | 2008–2009 | 82         | 40         | 34         | —          | 8                  | 88         | 5:e i Central      | Missade slutspel.          |  |
| Nashville Predators | 2009–2010 | 82         | 47         | 29         | —          | 6                  | 100        | 3:a i Central      | Förlorade i första rundan. |  |
| Nashville Predators | 2010–2011 | 82         | 44         | 27         | —          | 11                 | 99         | 2:a i Central      | Förlorade i andra rundan.  |  |
| Nashville Predators | 2011–2012 | 82         | 48         | 26         | —          | 8                  | 104        | 2:a i Central      | Förlorade i andra rundan.  |  |
| Nashville Predators | 2012–2013 | 48         | 16         | 23         | —          | 9                  | 41         | 5:a i Central      | Missade slutspel.          |  |
| Nashville Predators | 2013–2014 | 82         | 38         | 32         | —          | 12                 | 88         | 6:e i Central      | Missade slutspel.          |  |
| Washington Capitals | 2014–2015 | 82         | 45         | 26         | —          | 11                 | 101        | 2:a i Metropolitan | Förlorade i andra rundan.  |  |
| Washington Capitals | 2015–2016 | 82         | 56         | 18         | —          | 8                  | 120        | 1:a i Metropolitan | Förlorade i andra rundan.  |  |
| Washington Capitals | 2016–2017 | 82         | 55         | 19         | —          | 8                  | 118        | 1:a i Metropolitan | Förlorade i andra rundan.  |  |
| Washington Capitals | 2017–2018 | 82         | 49         | 26         | —          | 7                  | 105        | 1:a i Metropolitan | Vann Stanley Cup.          |  |
| New York Islanders  | 2018–2019 | 82         | 48         | 27         | —          | 7                  | 103        | 2:a i Metropolitan | Förlorade i andra rundan.  |  |
| New York Islanders  | 2019–2020 | 68         | 35         | 23         | —          | 10                 | 80         | 5:a i Metropolitan | Förlorade i tredje rundan. |  |
| New York Islanders  | 2020–2021 | 56         | 32         | 17         | —          | 7                  | 71         | 4:a i East         | Förlorade i tredje rundan. |  |
| New York Islanders  | 2021–2022 | 82         | 37         | 35         | —          | 10                 | 84         | 5:a i Metropolitan | Missade slutspel.          |  |
| Totalt              | Totalt    | 1812       | 914        | 670        | 60         | 168                | 2056       |                    |                            |  |